# خصوصية المعلومات

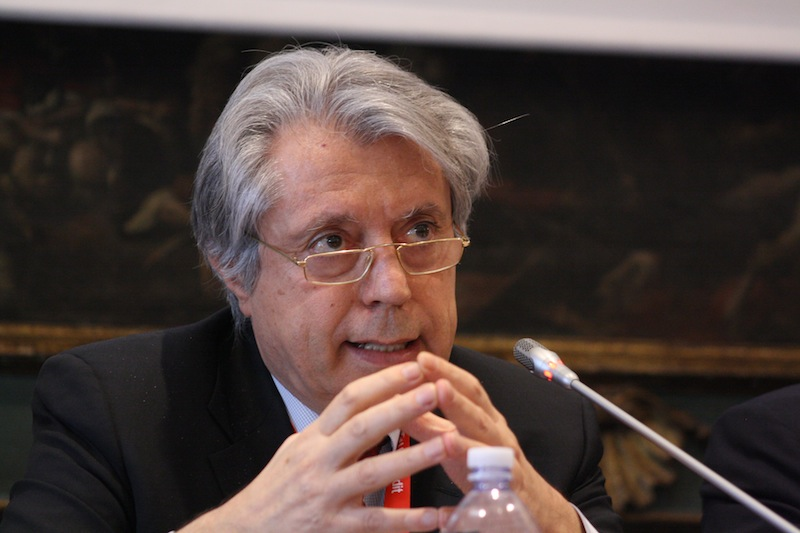

يُستخدم مصطلح خصوصية الحاسوب ليشير إلى الحق القانوني في الحفاظ على خصوصية البيانات المخزنة على الحاسوب أو الملفات المتشاركة.
تظهر حساسية مسألة خصوصية الحاسوب أو البيانات خاصة عندما يتعلق الأمر ببيانات التعريف الشخصية المخزنة والمحفوظة في أي جهاز رقمي (سواءً كان حاسوباً أو غيره). عدم القدرة على التحكم بإخفاء هذه البيانات هو ما يؤدي إلى تهديد خصوصية البيانات في الغالب. أما أكثر المشاكل التي تكون محور خصوصية البيانات فهي:
- المعلومات الصحية
- السجل العدلي
- المعلومات المالية
- معلومات الموقع والسكن
- وفي بعض الأحيان معلومات عن الجنس أو العِرق أو الدين.
- معلومات عن البيانات السرية بشتى أنواعها

## وصلات خارجية
- مجلة أمن وخصوصية IEEE
- مجلة التقنية الخصوصية